# Bahnstrecke Paita–Piura
| Streckenlänge: | 97 km                |              |              |
| Spurweite: | 1435 mm (Normalspur) |              |              |
| |                      |              |              |
| \| \| 0 \| Paita Puerto \| Paita Puerto \| \| \| 1 \| Paita Pueblo \| Paita Pueblo \| \| \| 18 \| Colán \| Colán \| \| \| 26 \| La Huaca \| La Huaca \| \| \| \| Viviate \| \| \| \| \| Macacará \| \| \| \| 46 \| Sojo \| Sojo \| \| \| \| Jibito \| \| \| \| 62 \| Sullana \| Sullana \| \| \| 75 \| Curumuy \| Curumuy \| \| \| 82 \| Cerezal \| Cerezal \| \| \| 97 0 \| Piura \| Piura \| \| \| \| Río Piura \| \| \| \| \| Castilla \| \| \| \| \| Simbalá \| \| \| \| \| Montero \| \| \| \| 11 \| Catacaos \| Catacaos \| \| \| \| \| \| \| Quellen: [1] \| \| \| \| |                      |              |              |
| Kopfbahnhof Streckenanfang (Strecke außer Betrieb) | 0                    | Paita Puerto | Paita Puerto |
| Bahnhof (Strecke außer Betrieb) | 1                    | Paita Pueblo | Paita Pueblo |
| Bahnhof (Strecke außer Betrieb) | 18                   | Colán        | Colán        |
| Bahnhof (Strecke außer Betrieb) | 26                   | La Huaca     | La Huaca     |
| Haltepunkt / Haltestelle (Strecke außer Betrieb) |                      | Viviate      | Viviate      |
| Haltepunkt / Haltestelle (Strecke außer Betrieb) |                      | Macacará     | Macacará     |
| Bahnhof (Strecke außer Betrieb) | 46                   | Sojo         | Sojo         |
| Bahnhof (Strecke außer Betrieb) |                      | Jibito       | Jibito       |
| Bahnhof (Strecke außer Betrieb) | 62                   | Sullana      | Sullana      |
| Bahnhof (Strecke außer Betrieb) | 75                   | Curumuy      | Curumuy      |
| Bahnhof (Strecke außer Betrieb) | 82                   | Cerezal      | Cerezal      |
| Kopfbahnhof Streckenende (Strecke außer Betrieb) · Kopfbahnhof Streckenanfang (Strecke außer Betrieb) | 97 0                 | Piura        | Piura        |
| Grenze auf Brücke über Wasserlauf (Strecke außer Betrieb) |                      | Río Piura    | Río Piura    |
| Haltepunkt / Haltestelle (Strecke außer Betrieb) |                      | Castilla     | Castilla     |
| Haltepunkt / Haltestelle (Strecke außer Betrieb) |                      | Simbalá      | Simbalá      |
| Haltepunkt / Haltestelle (Strecke außer Betrieb) |                      | Montero      | Montero      |
| Kopfbahnhof Streckenende (Strecke außer Betrieb) | 11                   | Catacaos     | Catacaos     |
| |                      |              |              |
| Quellen: |                      |              |              |

Die Bahnstrecke Paita–Piura war eine eingleisige Bahnstrecke in Normalspur. Sie verband die im Hinterland gelegene Stadt Piura im Norden von Peru mit dem Hafen Paita am Pazifik. Ihre Verlängerung nach Catacaos erfolgte als Schmalspurbahn in der Spurweite von 750 mm.

## Geschichte
Wie zahlreiche andere Eisenbahnen in Peru handelte es sich um einen Inselbetrieb, der gebaut wurde, um dem Hinterland Zugang zu einem Hafen an der Pazifikküste zu verschaffen. Die Trasse wurde ab 1870 vermessen. Der Peruanische Staat erbaute und betrieb die Strecke auch zunächst. Es dauerte aber bis 1875, bevor der Abschnitt zwischen Paita und Sullana in Betrieb ging, 1877 wurde die Strecke bis zum Endbahnhof Piura befahren.:17 Während des Salpeterkrieges (1879–1884) wurde die Strecke teilweise zerstört. Der Salpeterkrieg, den Peru gegen Chile verlor, führte Peru in die Zahlungsunfähigkeit. Nach jahrelangen Verhandlungen trat die Regierung 1890 alle Staatsbahnen – darunter auch die Bahnstrecke Paita–Piura – an die Anleihegläubiger für 66 Jahre ab. Die Strecke war allerdings verpachtet. Mit dem Pächter schloss die Peruvian Corporation 1893 einen Vertrag über den Betrieb der Strecke ab. Die Strecke wurde reaktiviert und auch die Trasse optimiert.:17 1929 ging die Strecke komplett an die Peruvian Corporation über.
Vielleicht war der Wassermangel der Halbwüste, durch den die Strecke führte, Ursache, dass schon 1937 eine erste Diesellokomotive beschafft wurde. Weitere folgten in den frühen 1950er Jahren.:17 Für den Personenverkehr wurden gleichzeitig Dieseltriebwagen beschafft.:19
Der Betrieb der Strecke wurde 1959 eingestellt.:17

## Betrieb
Das Verkehrsaufkommen generierte hauptsächlich die Landwirtschaft sowie die Holzkohleproduktion der Gegend. Letztere erbrachte etwa 1⁄3 der beförderten Tonnage.:17 Das Bahnbetriebswerk befand sich im Bereich des Hafens von Paita.:19

## Verlängerung in 750 mm: Piura–Catacaos
Nach 1886 entstand eine Verlängerung der Bahnstrecke Paita–Piura von Piura nach Catacaos, in abweichender Spurweite von 750 mm und zunächst nur als Pferdebahn. Schwachpunkt der Strecke war die Brücke über den Río Piura, die zunächst nur für geringe Lasten ausgelegt war. 1893 oder etwas später wurde die Strecke dann insgesamt mit lokomotivbespannten Zügen betrieben. Ab 1925 führte die Peruvian Corporation auf vertraglicher Basis den Betrieb der Bahn. 1937 stellte sie ihren Betrieb ein.:20